# Насадження сосни (заповідне урочище)
Наса́дження сосни́ — заповідне урочище місцевого значення в Україні. Об'єкт природно-заповідного фонду Волинської області. 
Розташоване в межах Ківерцівської міської громади Луцького району Волинської області, на північ від с. Бодячів. 
Площа 26,5 га. Статус надано за  розпорядженням Волинської обласної державної адміністрації від 12.12.1995, № 213. Перебуває у віданні ДП «Ківерцівське ЛГ» (Ківерцівське л-во, кв. 4, вид. 3, 4). 
Статус надано для збереження частини лісового масиву з цінним високобонітетним насадженням сосни віком 110 років. 

## Галерея

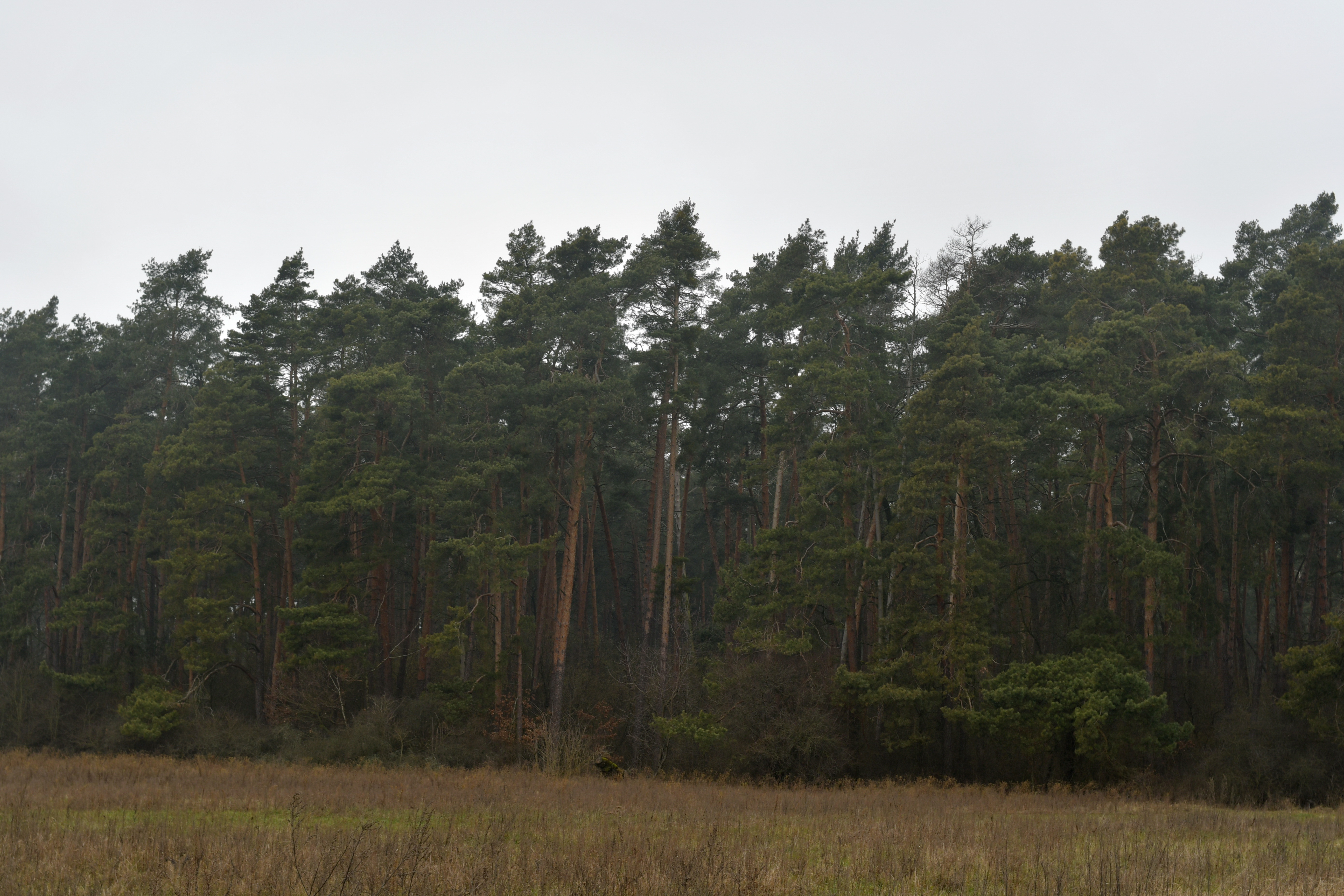
Вигляд з півдня
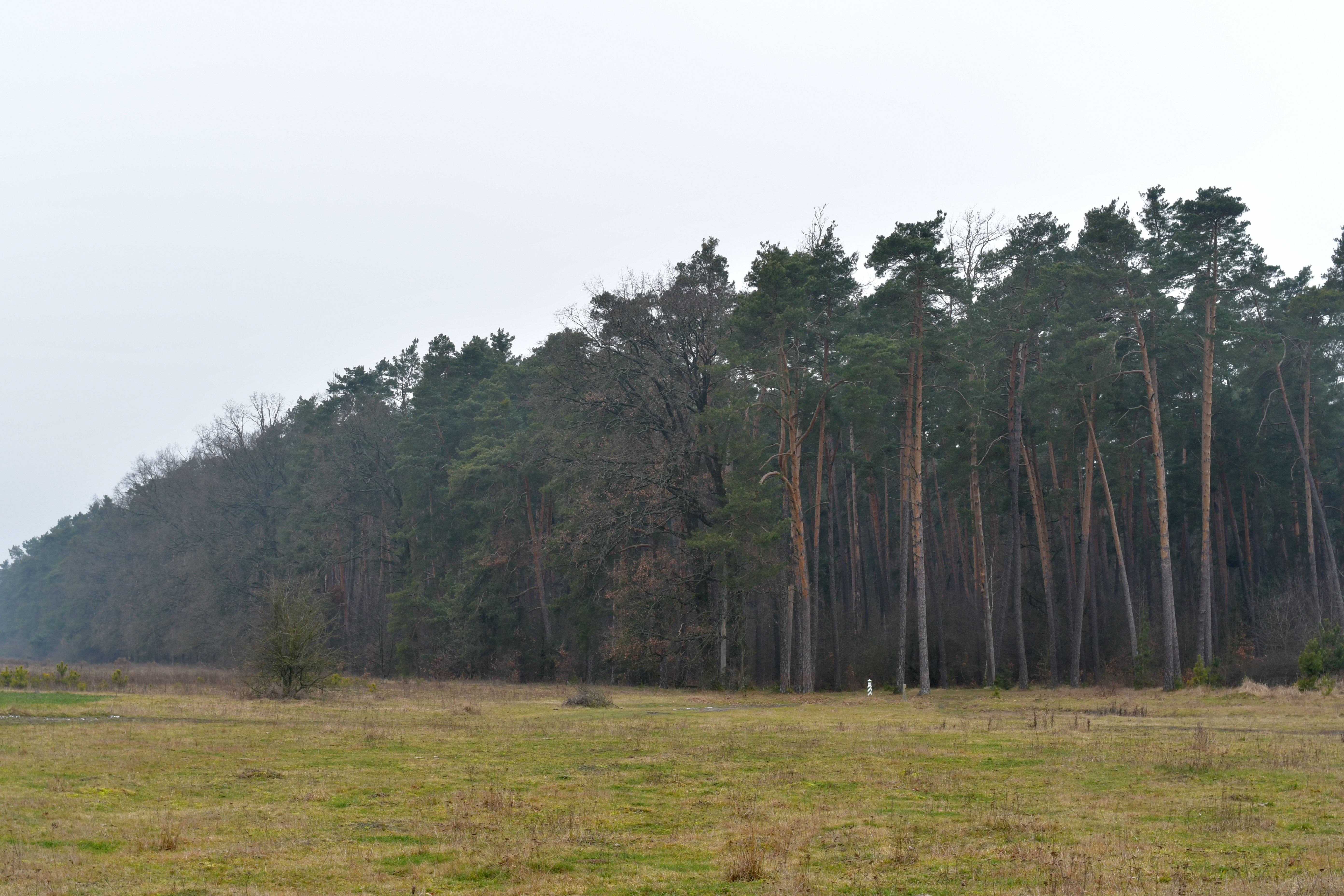
Вигляд зі сходу
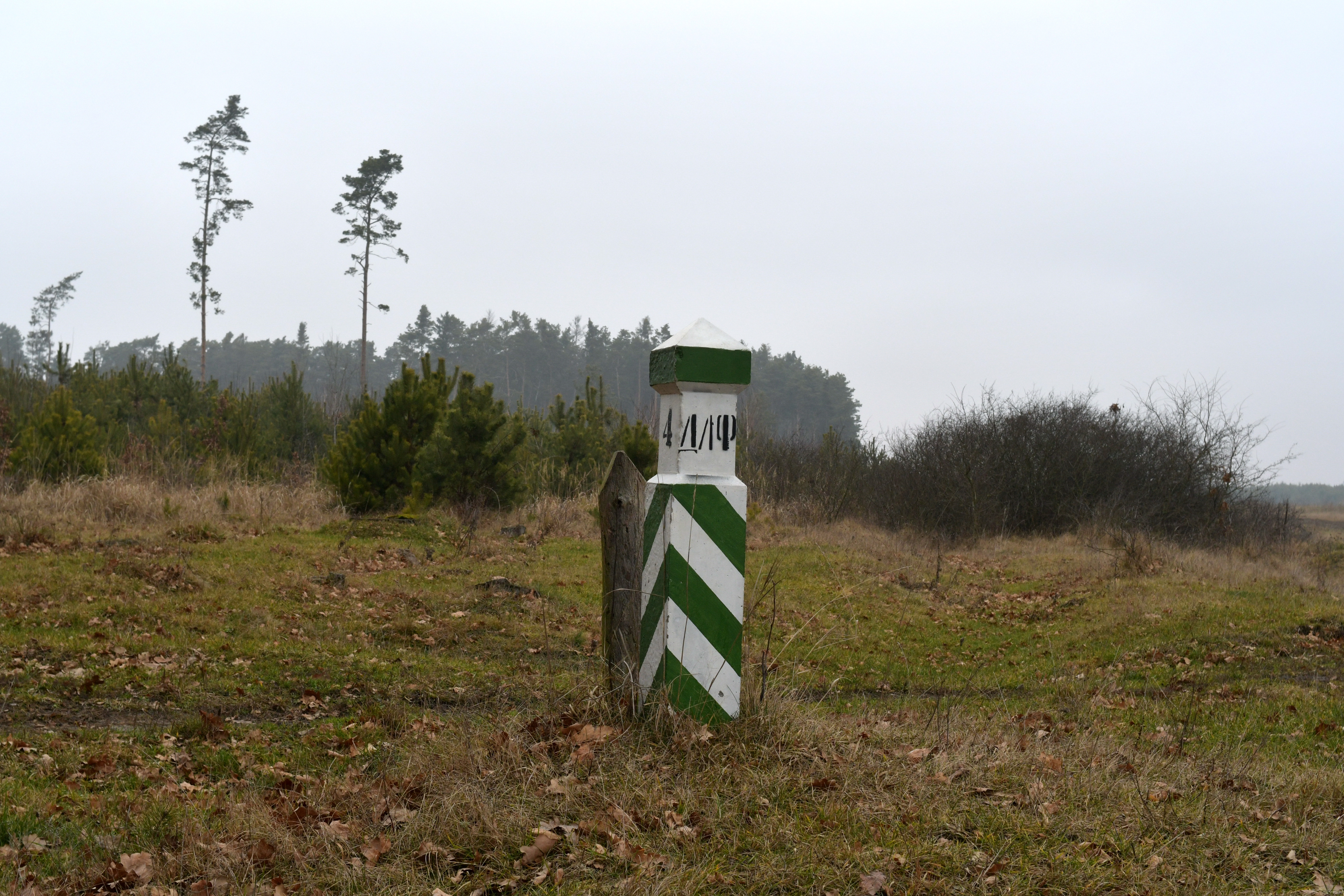
Квартальний знак №4
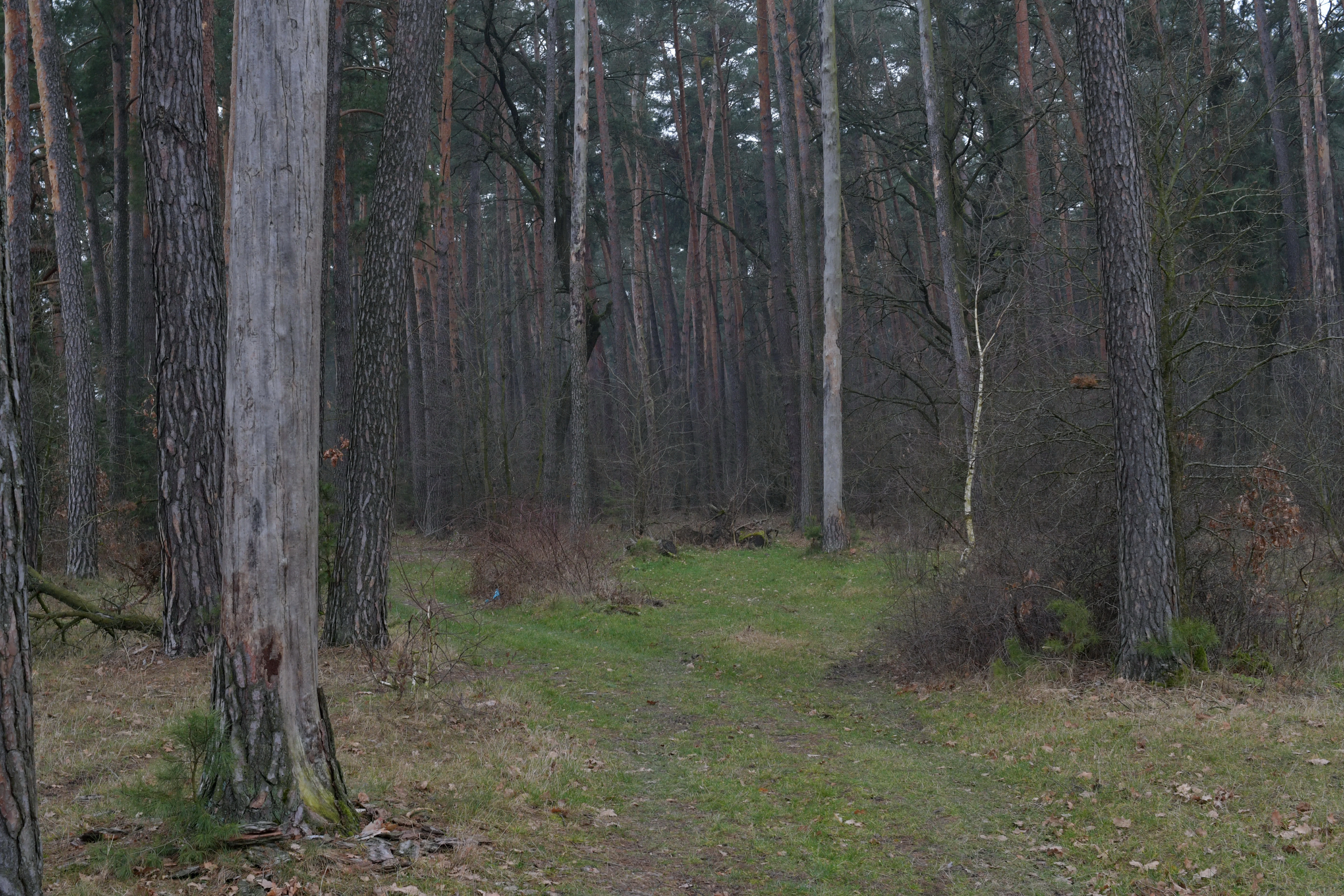
Лісова стежка
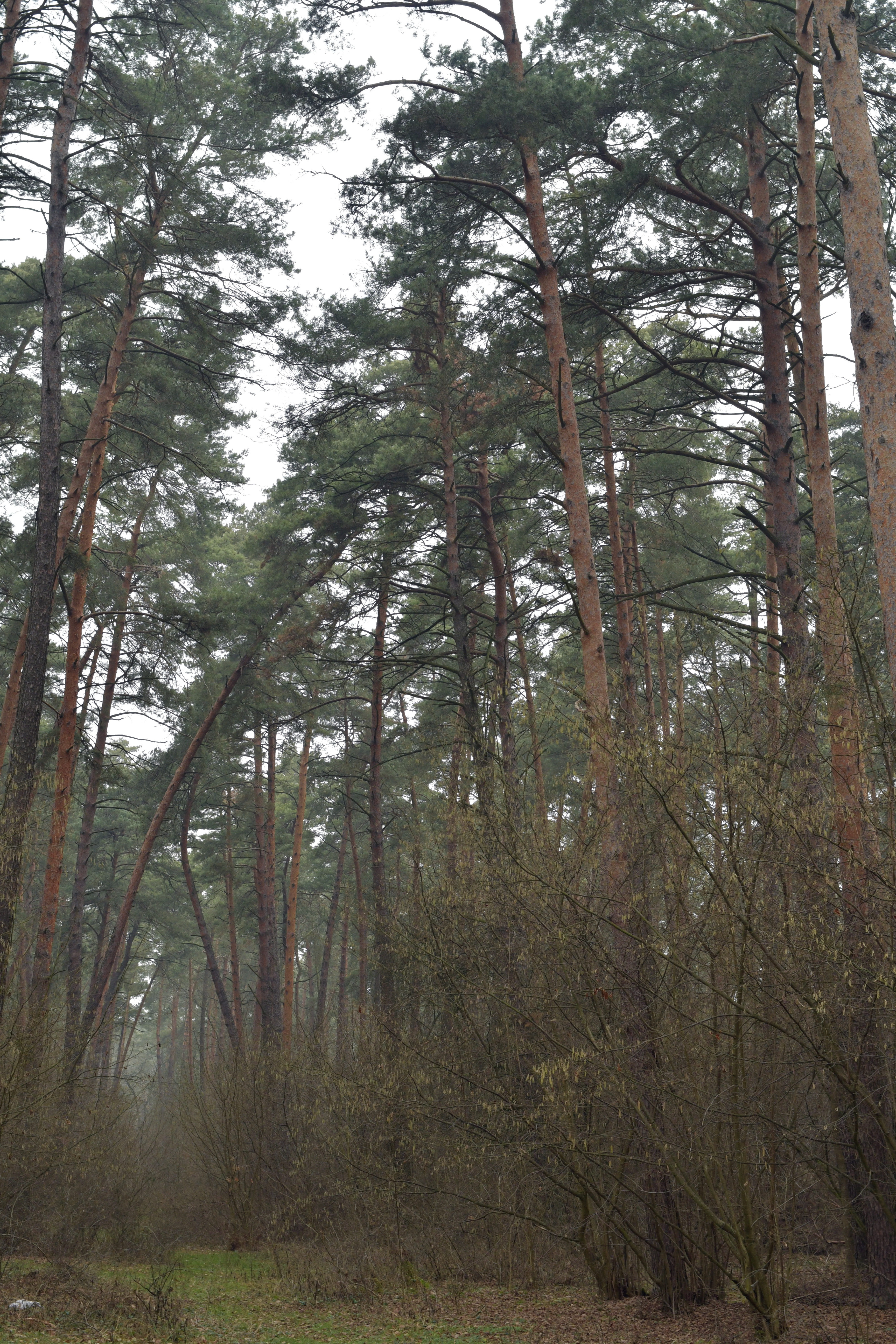
Лісова стежка